# Liste der Biografien/Moj
Liste der Biografien |
Portal Biografien |
Personensuche
# |
A |
B |
C |
D |
E |
F |
G |
H |
I |
J |
K |
L |
M |
N |
O |
P |
Q |
R |
S |
T |
U |
V |
W |
X |
Y |
Z |
?
 
Ma |
Mb |
Mc |
Md |
Me |
Mf |
Mg |
Mh |
Mi |
Mj |
Mk |
Ml |
Mm |
Mn |
Mo |
Mp |
Mq |
Mr |
Ms |
Mt |
Mu |
Mv |
Mw |
Mx |
My |
Mz
 
Moa |
Mob |
Moc |
Mod |
Moe |
Mof |
Mog |
Moh |
Moi |
Moj |
Mok |
Mol |
Mom |
Mon |
Moo |
Mop |
Moq |
Mor |
Mos |
Mot |
Mou |
Mov |
Mow |
Mox |
Moy |
Moz
Die Liste der Biografien führt alle Personen auf, die in der deutschsprachigen Wikipedia einen Artikel haben. Dieses ist eine Teilliste mit 46 Einträgen von Personen, deren Namen mit den Buchstaben „Moj“ beginnt.

## Moj
- Moj, Daniel (* 1974), deutscher Journalist und Autor

### Moja
- Moja, Hella (1892–1937), deutsche Schauspielerin
- Mojadeddi, Zohra (* 1969), deutsche Politikerin (Bündnis 90/Die Grünen)
- Mojadidi, Aman (* 1971), US-amerikanischer Autor und Filmemacher afghanischer Herkunft
- Mojah, Fantan, jamaikanischer Reggae-Sänger
- Mojaheed, Ali Ahsan Mohammad (1948–2015), bangladeschischer Politiker der Jamaat-e-Islami
- Mojaisky-Perrelli, Gastone (1914–2008), römisch-katholischer Erzbischof von Conza-Sant'Angelo dei Lombardi-Bisaccia
- Mojal, Elijahu (1920–1991), israelischer Politiker
- Mojana di Cologna, Angelo de (1905–1988), italienischer Großmeister des Malteserordens

### Moje
- Mojela, Sello (* 1964), lesothischer Boxer
- Mojem, Helmuth (* 1961), deutscher Germanist
- Mojen, Dennis (* 1993), deutscher SchauspielerDennis Mojen (* 1993)

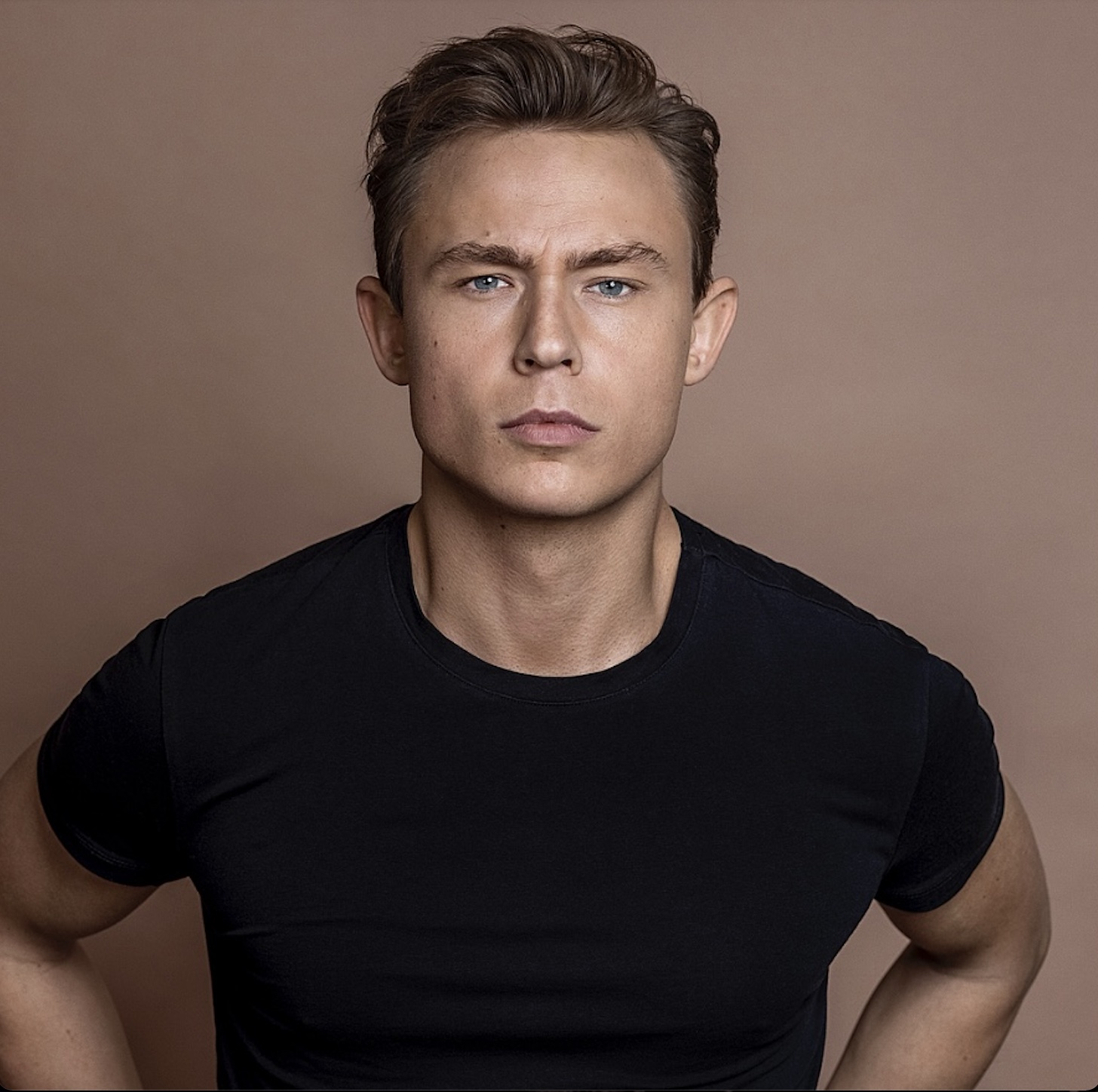
Dennis Mojen (* 1993)

- Moješčík, David (* 1974), tschechischer Künstler und Bildhauer

### Moji
- Mojica Morales, José Adolfo (1936–2012), salvadorianischer Geistlicher, römisch-katholischer Bischof
- Mojica Oliveros, Juan Eliseo (1918–1989), kolumbianischer römisch-katholischer Geistlicher, Bischof von Garagoa
- Mojica, Claudia, salvadorianische UN-Funktionärin
- Mojica, Francisco (* 1963), spanischer Mikrobiologe
- Mojica, Johan (* 1992), kolumbianischer Fußballspieler
- Mojica, José (1896–1970), mexikanischer Sänger und Schauspieler
- Mojica, Melissa (* 1983), puerto-ricanische Judoka
- Mojissejenko, Oleksandr (* 1980), ukrainischer Schachgroßmeister

### Mojm
- Mojmir I., Fürst von Großmähren
- Mojmir II., Fürst von Großmähren

### Mojo
- Mojoli, Giuseppe (1905–1980), italienischer Geistlicher, römisch-katholischer Erzbischof und vatikanischer Diplomat
- Mojon, Daniel (* 1963), Schweizer AugenarztDaniel Mojon (* 1963)

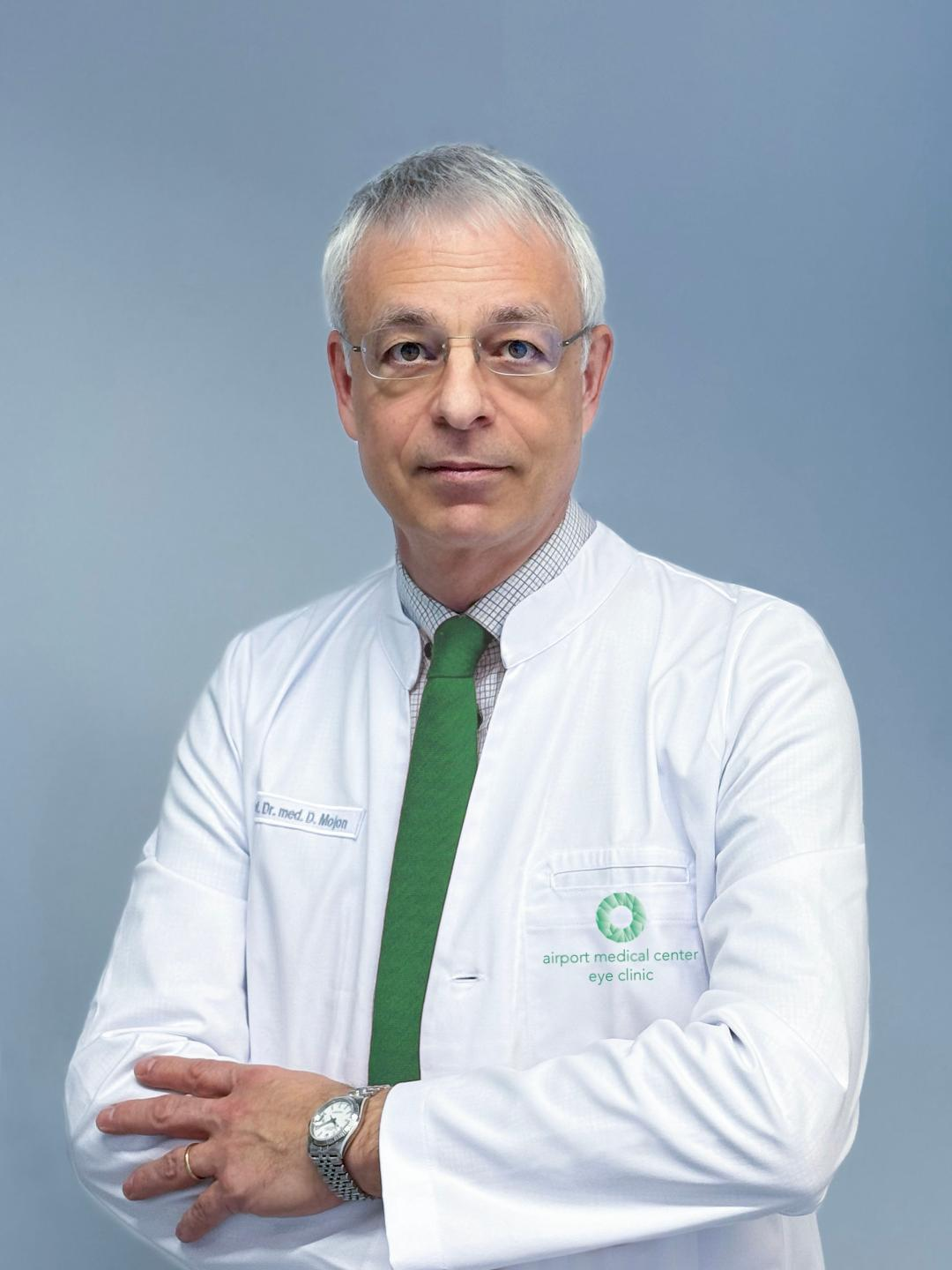
Daniel Mojon (* 1963)

- Mojon, Luc (1925–2011), Schweizer Kunsthistoriker

### Mojs
- Mojsisch, Burkhard (1944–2015), deutscher Philosoph und Hochschullehrer
- Mojsisovics von Mojsvár, Edmund (1839–1907), österreichischer Paläontologe und Geologe
- Mojsisovics von Mojsvár, Roderich (1877–1953), österreichischer Dirigent, Komponist, Musik- und Bühnenschriftsteller
- Mojsisovics, Georg (1799–1861), österreichischer Chirurg
- Mojsoski, Zlatko (* 1981), mazedonischer Handballspieler und -trainer
- Mojsov, Daniel (* 1987), mazedonischer Fußballspieler
- Mojsov, Lazar (1920–2011), jugoslawischer Journalist, Politiker und Diplomat
- Mojsov, Svetlana (* 1947), US-amerikanisch-mazedonische Biochemikerin
- Mojsovski, Naumče (* 1980), mazedonischer Handballspieler

### Mojt
- Mojtabavi, Abdollah (1925–2012), iranischer Ringer
- Mojtahedi, Hani, iranische Musikerin
- Mojtahedi, Mohammad Ali (1908–1997), iranischer Universitätsprofessor
- Mojto, Jan (* 1948), slowakischer Filmproduzent und Rechtehändler

### Moju
- Mojuntin, Peter (1939–1976), malaysischer Politiker und Minister in Sabah, Malaysia

### Mojw
- Mojwok Nyiker, Vincent (1933–2018), sudanesischer Geistlicher, römisch-katholischer Bischof von Malakal

### Mojz
- Mojzeš, Marcel (1947–2024), slowakischer Geodät und Hochschullehrer
- Mojzes, Mária (1921–1987), ungarische Schauspielerin
- Mojzesowicz, Wojciech (* 1954), polnischer Politiker, Mitglied des Sejm
- Mojzis, Michaela (* 1969), österreichische Politikerin (ÖVP)
- Mojžíš, Tomáš (* 1982), tschechischer Eishockeyspieler